# Sport unifié
Le sport unifié est le fait de faire concourir en équipe des personnes valides et porteuses de différents handicaps.
Certains sportifs handicapés peuvent concourir dans des compétitions prévues pour les personnes valides,, tandis que d'autres privilégient les catégories handisport. Le sport unifié vise quant à lui à créer des ligues à mixité obligatoire.